# Pontejón
El arroyo Pontejón es un arroyo que nace en la cara sur de Sierra Morena, en el manantial denominado "Fuente Agria", en el término municipal de Villafranca de Córdoba; discurre por la falda de la sierra y se adentra en la vega, llamada Isla del Soto Bajo, hasta que finalmente desemboca en el río Guadalquivir, de cuya cuenca media forma parte.

## Características
Este aroyo se ha convertido hoy en zona protegida y corazón del Parque Periurbano de la Fuente Agria. En su curso alto, el arroyo Pontejon pasa por una zona boscosa poblada de pinos, eucaliptos y matorral compuesto principalmente por zarzas y adelfas.
Al final del curso alto, donde termina la zona boscosa, y antes del inicio del curso medio, casi enfrente del lateral Noreste del cementerio municipal de Villafranca, existen las ruinas de parte de una presa romana, conocida como las piedres del Pontejón (enlace roto disponible en Internet Archive; véase el historial, la primera versión y la última)., construida a base de hormigón, que pone de manifiesto y es prueba evidente del paso de la civilización romana por terrenos de Villafranca de Córdoba.